# 阿罗奥尔
阿罗奥尔（Aroor），是印度喀拉拉邦Alappuzha县的一个城镇。总人口35281（2001年）。

## 人口
该地2001年总人口35281人，其中男性17447人，女性17834人；0—6岁人口3800人，其中男1901人，女1899人；识字率83.60%，其中男性为86.88%，女性为80.39%。